# Северна Ютландия
Северна Ютландия (на датски: Region Nordjylland) е една от 5-те административни области (regioner) на Дания, разположена в севера на полуостров Ютландия. Населението ѝ е ѝ е 589 755 души (по приблизителна оценка за януари 2019 г.), а площта 7933 кв. км. Намира се в часова зона UTC+1. Създадена е на 1 януари 2007 г. Областната столица е Олбор. Освен Олбор, тук се намират градовете Хьоринг (25.780 души [2020 г.]), Фредериксхавн (23.124 души [2020]), Ньоресундбю (23.546 души [2020]), Тистед (13.536 души [2020 г.]), Брьондерслев (12.611 души [2020 г.]), Хобро (12.130 души [2020 г.]), Скаген (7.845 души [2020 г.]) Хиртсхалс (5.733 души (2020 г.)).